# Tulasnella cystidiophora
Tulasnella cystidiophora är en svampart som beskrevs av Höhn. & Litsch. 1906. Tulasnella cystidiophora ingår i släktet Tulasnella och familjen Tulasnellaceae.   Inga underarter finns listade i Catalogue of Life.